# Săveni (Ialomița)
Saveni é uma comuna romena localizada no distrito de Ialomiţa, na região de Muntênia. A comuna possui uma área de 93.25 km² e sua população era de 3427 habitantes segundo o censo de 2007.